# ماسک (فیلم ۱۹۹۴)
ماسک (به انگلیسی: The Mask) یک فیلم سینمایی آمریکایی کمدی و ابرقهرمانی محصول سال ۱۹۹۴ به کارگردانی چاک راسل است. در این فیلم جیم کری، کامرون دیاز، پیتر ریجرت، ریچارد جنی، پیتر گرین، ایمی یاسبک، تیم بگلی، جولی فیشر و بن استاین بازی کرده‌اند. این فیلم بر اساس کمیک ماسک ساخته شده‌است.
این فیلم در ۲۹ ژوئیه ۱۹۹۴ توسط نیو لاین سینما اکران شد و به موفقیت تجاری و انتقادی دست یافت. این فیلم با بودجه ۱۸ تا ۲۳ میلیون دلاری بیش از ۳۵۱ میلیون دلار فروخت که آن را به سودآورترین فیلم بر اساس یک کمیک تا آن زمان تبدیل کرد. این فیلم همچنین بر احیای مجدد موسیقی سوئینگ در دهه ۱۹۹۰ تأثیر گذاشت. این شهرت کری را به عنوان یک بازیگر مهم دهه ۱۹۹۰ تثبیت کرد و دیاز را به عنوان یک بانوی برجسته معرفی کرد. کری برای نقش خود نامزد جایزه گلدن گلوب شد و این فیلم نامزد جایزه اسکار بهترین جلوه‌های بصری شد اما به فارست گامپ باخت. دنباله‌ای بدون حضور جیم کری، با عنوان پسر ماسک، در سال ۲۰۰۵ منتشر شد. که یک شکست بحرانی و بمب گیشه بود.

## داستان فیلم
استنلی ایپکیس (با هنرمندی جیم کری) یک کارمند ساده بانک است که در آپارتمانی با صاحب خانه خود زندگی می‌کند داستان از آنجایی شروع می‌شود که او از زندگی کنونی خود خسته می‌شود و پشت سرهم بد می‌آورد او بر روی یک پل به علت خراب شدن ماشینش توقف می‌کند و بر روی آب مردی معلق می‌بیند و برای کمک به او به کنار آب می‌رود بعد از رسیدن متوجه می‌شود که آن مرد توده‌ای آشغال بیشتر نبوده در همان موقع ماسکی به دست او می‌چسبد و بعدتر او متوجه می‌شود که این ماسک قدرت خارق‌العاده‌ای به او می‌دهد و زندگی او توسط این ماسک متحول می‌شود…

## تولید
فیلمبرداری در ۳۰ اوت ۱۹۹۳ آغاز شد و در اکتبر ۱۹۹۳ به پایان رسید.

## بازخوردها
- در راتن تومیتوز، این فیلم بر اساس نقدهای ۵۴ منتقد، با میانگین امتیاز ۶٫۵ از ۱۰، دارای ۸۰ درصد تاییدیه را دارد.[۴]
- در متاکریتیک بر اساس بررسی‌های ۱۲ منتقد، میانگین وزنی امتیاز ۵۶ از ۱۰۰ را به آن داد که نشان‌دهنده «بررسی‌های مختلط یا متوسط» است.[۵]
- تماشاگرانی که توسط سینماسکور نظرسنجی شدند، به فیلم نمره متوسط «B+» در مقیاس A+ تا F دادند.[۶]